# Robert Ockelmann

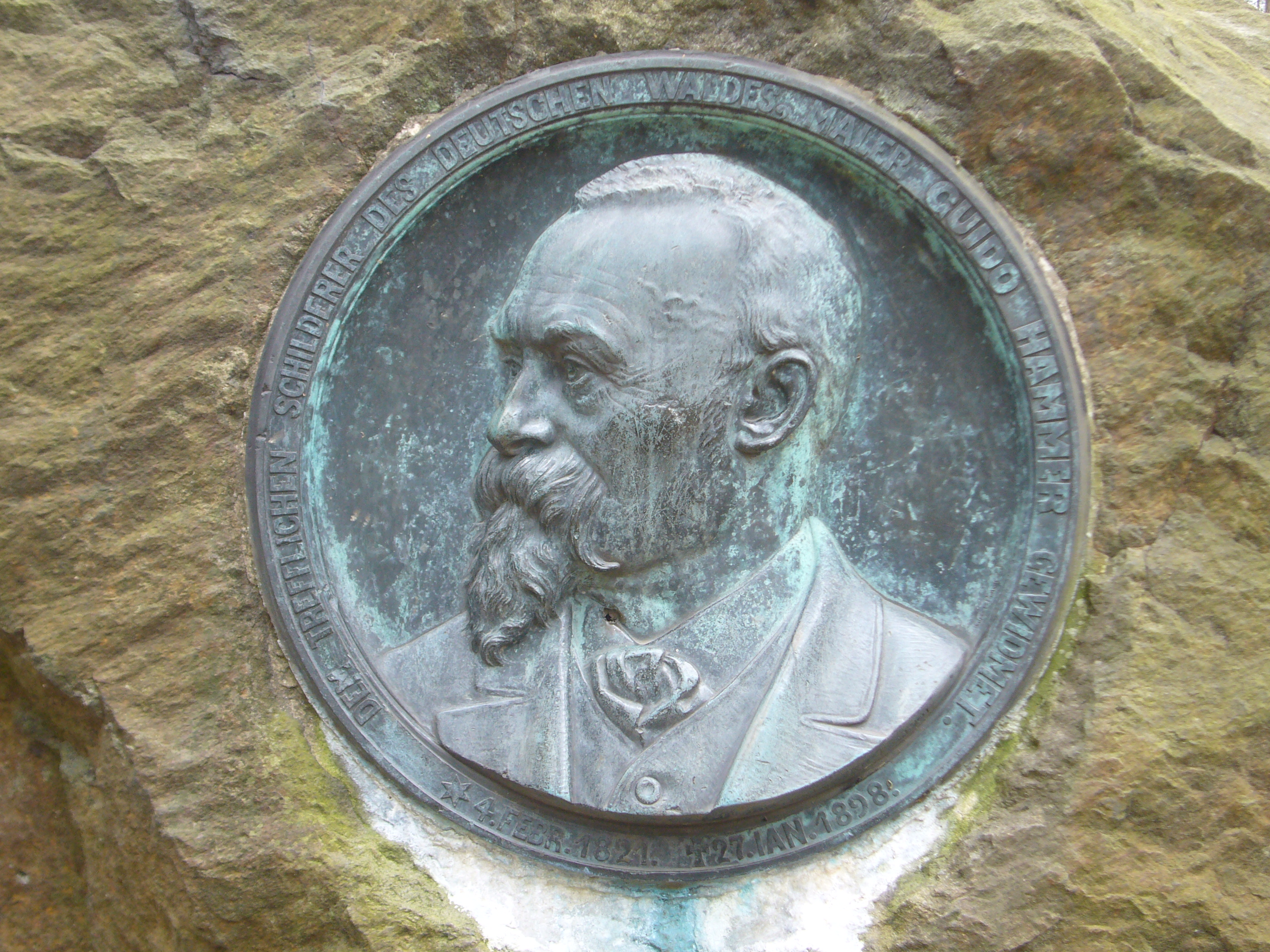
Ockelmanns Medaillonbildnis von Guido Hammer, nahe der Heidemühle an der Straße zur Hofwiese in der Dresdner Heide

Robert Heinrich Ockelmann (* 6. Oktober 1849 in Hamburg; † 25. Oktober 1915 in Dresden) war ein deutscher Bildhauer, der unter anderem Figuren aus Meißner Porzellan herstellte.

## Leben
Ockelmann studierte von 1869 bis 1872 an der Berliner Kunstakademie und von 1873 bis 1883 Studium an der Dresdner Kunstakademie unter anderem bei Johannes Schilling. Ab 1883 hatte er ein eigenes Atelier in Dresden. Als Bildhauer stellte er Kleinplastiken aus Meißner Porzellan her. 1903 wohnte er in Dresden in der Wittenbergerstraße 21. Skulpturen und Statuen von ihm gab es in Hamburg in der Kirche St. Nikolai, dem Rathaus und der Kunsthalle, sowie im Hoftheater und im Albertinum in Dresden.

## Werke
- Gruppe Bildhauerkunst an der Ostfassade des Albertinums an der Brühlschen Terrasse in Dresden
- Von Ockelmann stammt auch ein Medaillon, das den Maler Guido Hammer zeigt, Dresdner Heide
- Kanzelaltar in der Loschwitzer Kirche, zwei Plastiken der Apostel Johannes und Paulus
- Grabmal für Karl Gustav Adolf Thomas auf dem Friedhof der Frauenkirche in Zittau (1887)
- Nach dem Bade (Bronzestatuette) ausgestellt 1888 in der III. Internationalen Kunstausstellung im königlichen Glaspalast in München[4]
- Satyr mit zerbrochenem Weinkrug (Bronze) ausgestellt vom 5. Mai bis 16. September 1900 in der Großen Berliner Kunstausstellung, 1901 in der Internationale Kunstausstellung in Dresden und 1904 in der Münchener Jahres-Ausstellung im königlichen Glaspalast.
- Der Mönch, Gips-Kleinplastik aus den ehemaligen Mutter Ungers Weinstuben in Dresden-Loschwitz, Friedrich-Wieck-Straße 17, jetzt im Besitz des Ortsvereins Loschwitz-Wachwitz
- Mutter Unger, Gips-Kleinplastik aus den ehemaligen Mutter Ungers Weinstuben in Dresden-Loschwitz, Friedrich-Wieck-Straße 17, jetzt im Besitz des Ortsvereins Loschwitz-Wachwitz